# Райна (співачка)
Райна (30 вересня 1981, Санданський, НРБ) — болгарська співачка.

## Дискографія
- Гасне пламък (2002)
- Майко, една си на света (2003)
- Агресия (2003)
- Добра новина (2004)
- Любов по скалата на Рихтер (2005)
- Райна (2007)
- Както друга никоя (2008)
- Македонско девойче (2011)
- Вътре в мен (2012)
- Хубава си, моя горо (2014)
- Тежко мина младостта (2018)
- Една на милион (2019)
- Българийо една (2020)